# Момордика
Моморди́ка (Momordica) — рід однорічних витких трав'янистих рослин із родини гарбузових. Поширена в Індії, В'єтнамі, Лаосі, Кампучії, Таїланді, Індонезії, Південному Китаї, в Японії та на Філіппінах. Культивується в багатьох країнах, в Україні поширена в Криму, але останніми роками із потеплінням розповсюджується на північ. Її назва походить від латинського momordicus — кусючий. Назва, мабуть, пов'язана з тим, що поки рослина розвивається, всі її органи печуться при дотику, як кропива. Але при появі перших стиглих плодів кусатися момордика перестає.
Квітки одностатеві, жовті, ароматні. Листя у більшості видів пальчасто-лопатеве, яскраво-зелене, дрібне. Плід округловатий, помаранчевого кольору, зовні кірка покрита сосочкоподібними виступами. Насіння відносно велике (довжина 1,1-1,5 см, ширина 0,8-0,9 см), плоске, округле, з нерівними лопатевими краями і горбкуватою поверхнею, на плоских сторонах розташовується своєрідний малюнок. Плід містить від 15 до 50 насінин. Зазвичай вони мають темно-буре забарвлення. Усередині плоду знаходиться соковитий навколоплідник темно-рубінового кольору. На смак він дуже приємний, нагадує стиглу хурму, а сам плід — гарбуз.

## Застосування
Плоди використовують у їжу в свіжому вигляді або маринують. Деякі частини момордики (коріння, насіння, листя) використовуються в традиційній тибетсько-китайській народній медицині як ліки при шлунково-кишкової інфекції і для зниження рівня цукру в крові у діабетиків. Останнім часом момордика почала широко використовуватися як ліки для знищення ракових клітин, клітин лейкемії, бактерій, вірусів, пухлин, зниження кров'яного тиску. Аналіз плодів момордика показав присутність у її складі глікозидів, сапонінів, алкалоїдів, редукуючих цукрів, смол, фенолів, рослинних жирів, вільних кислот — фолієвої, пантотенової і нікотинової. Було доведено, що момордика збільшує кількість бета-клітин в підшлунковій залозі і, таким чином покращує здатність організму виробляти інсулін.
Свіжими їдять переважно зернини, а шкірку можна заварювати в узварі, або маринувати плід цілком. З куплених плодів шкірку краще зняти: плід швидко перезріває в теплі, тож його часом обприскують хімікатами.

## Систематика
Існує 50 видів Моморди́кї: 
- Momordica angolensis (R.Fern.)
- Momordica angustisepala (Harms)
- Momordica anigosantha (Hook.f.)
- Momordica argillicola (Thulin)
- Momordica balsamina (L.)
- Momordica boivinii (Baill.)
- Momordica cabrae ((Cogn.) C.Jeffrey)
- Momordica calantha (Gilg)
- Momordica camerounensis (Keraudren)

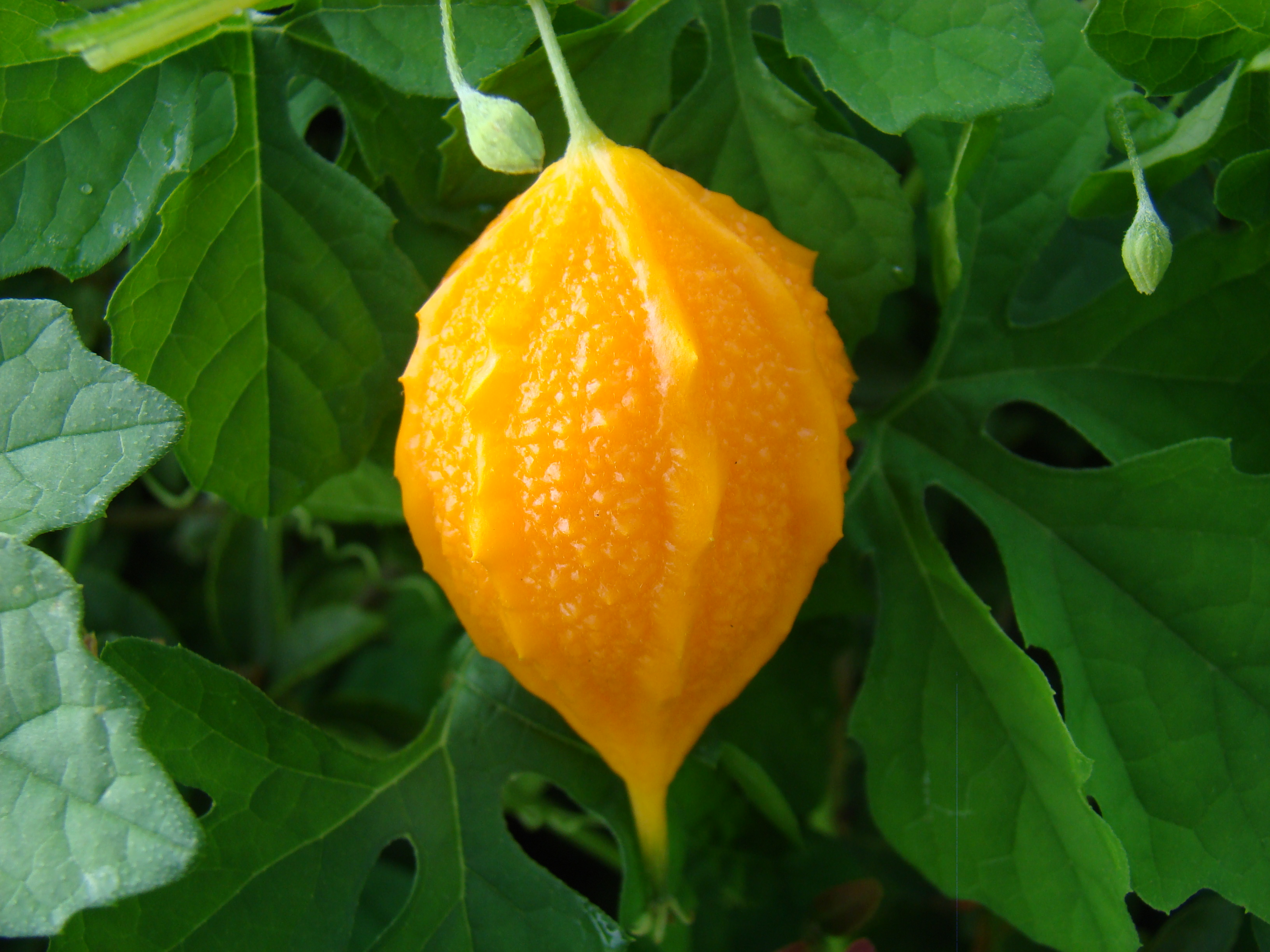
Momordica balsamina

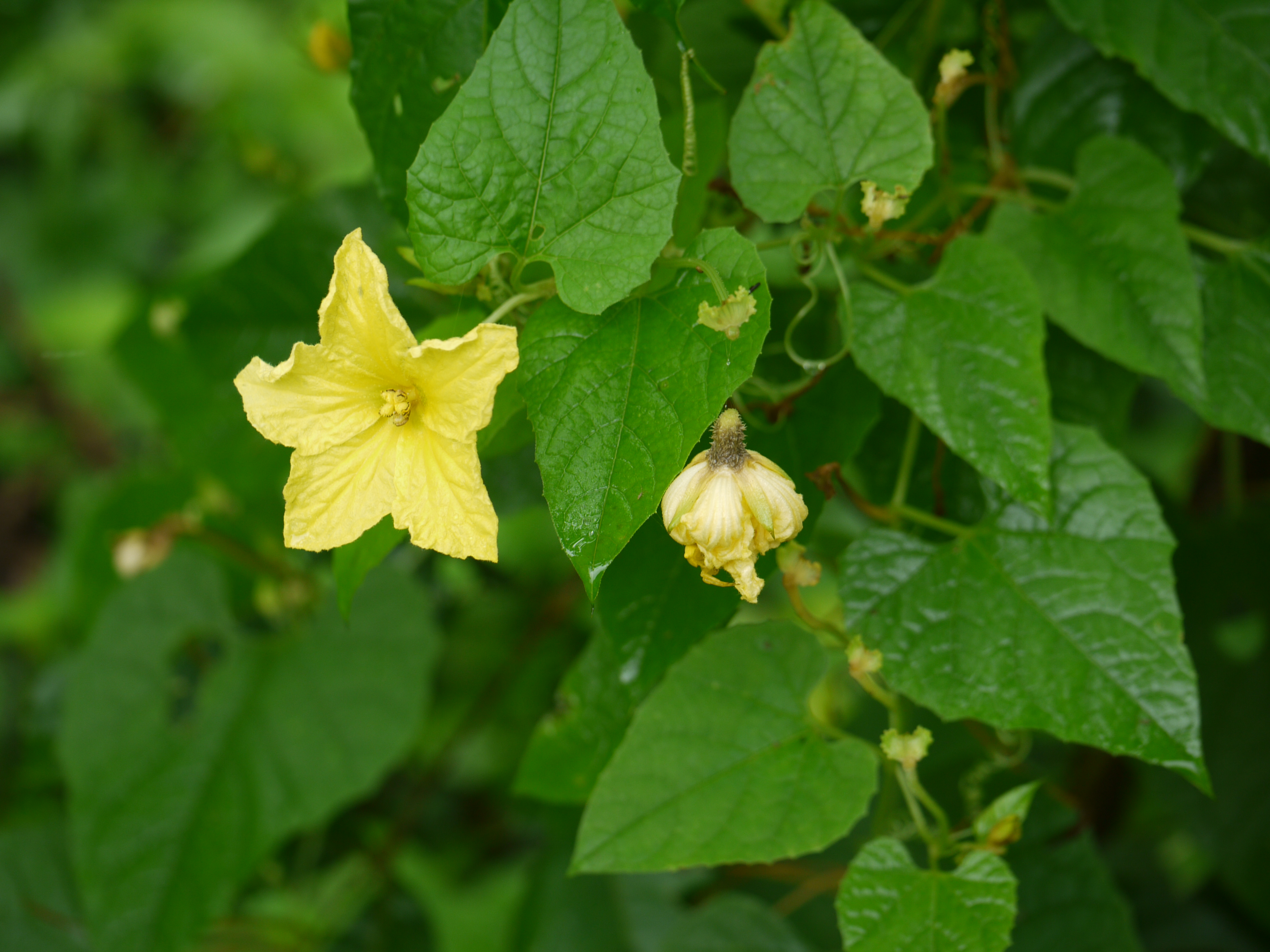
Momordica dioica

- Momordica cardiospermoides (Klotzsch)
- Momordica charantia (L.)
- Momordica cissoides (Planch. ex Cogn.)
- Momordica clarkeana (King)
- Momordica cochinchinensis ((Lour.) Spreng.)
- Momordica cordata (Cogn.)
- Momordica corymbifera (Hook.f.)
- Momordica cymbalaria (Fenzl ex Naudin)
- Momordica denticulata (Miq.)
- Momordica denudata ((Thwaites) C.B.Clarke)
- Momordica dioica (Roxb. ex Willd.)
- Momordica dissecta (Baker)
- Momordica enneaphylla (Cogn.)
- Momordica foetida (Schumach.)
- Momordica friesiorum ((Harms) C.Jeffrey)
- Momordica gilgiana (Cogn.)
- Momordica glabra (Zimm.)
- Momordica henriquesii (Cogn.)
- Momordica humilis ((Cogn.) C.Jeffrey)
- Momordica jeffreyana (Keraudren)
- Momordica kirkii ((Hook.f.) C.Jeffrey)
- Momordica leiocarpa (Gilg)
- Momordica littorea (Thulin)
- Momordica macrosperma ((Cogn.) Chiov.)
- Momordica mossambica (H.Schaef.)
- Momordica multiflora (Hook.f.)
- Momordica obtusisepala (Keraudren)
- Momordica parvifolia (Cogn.)
- Momordica peteri (Zimm.)
- Momordica pterocarpa (Hochst. ex A.Rich.)
- Momordica racemiflora (Cogn.)
- Momordica repens (Bremek.)
- Momordica rostrata (Zimm.)
- Momordica sahyadrica (Kattuk. & V.T.Antony)
- Momordica sessilifolia (Cogn.)
- Momordica silvatica (Jongkind)
- Momordica spinosa ((Gilg) Chiov.)
- Momordica subangulata (Blume)
- Momordica trifolia (L.)
- Momordica trifoliolata (Hook.f.)
- Momordica welwitschii (Hook.f.)

## Момордика в Україні

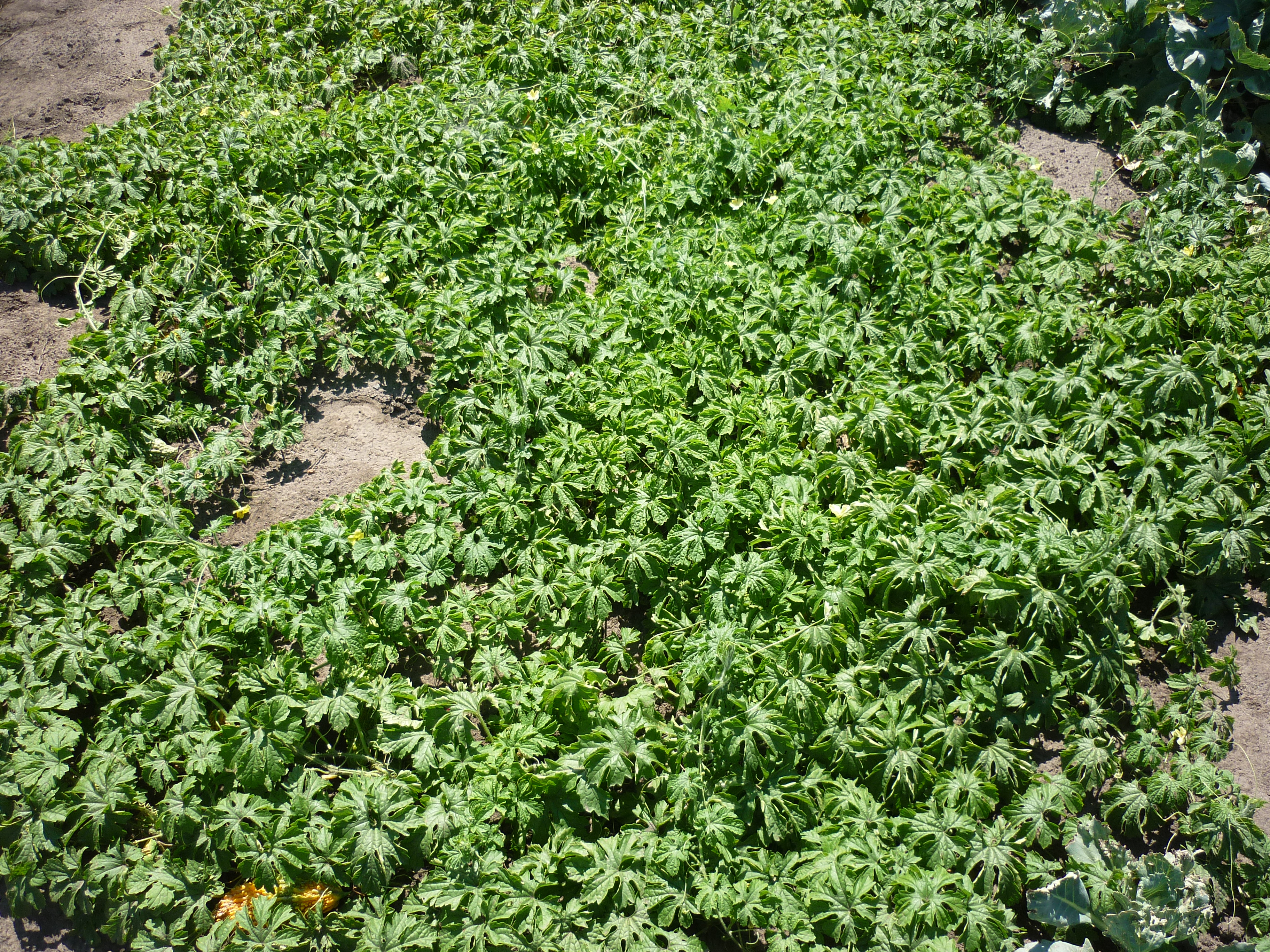
Баштан момордики
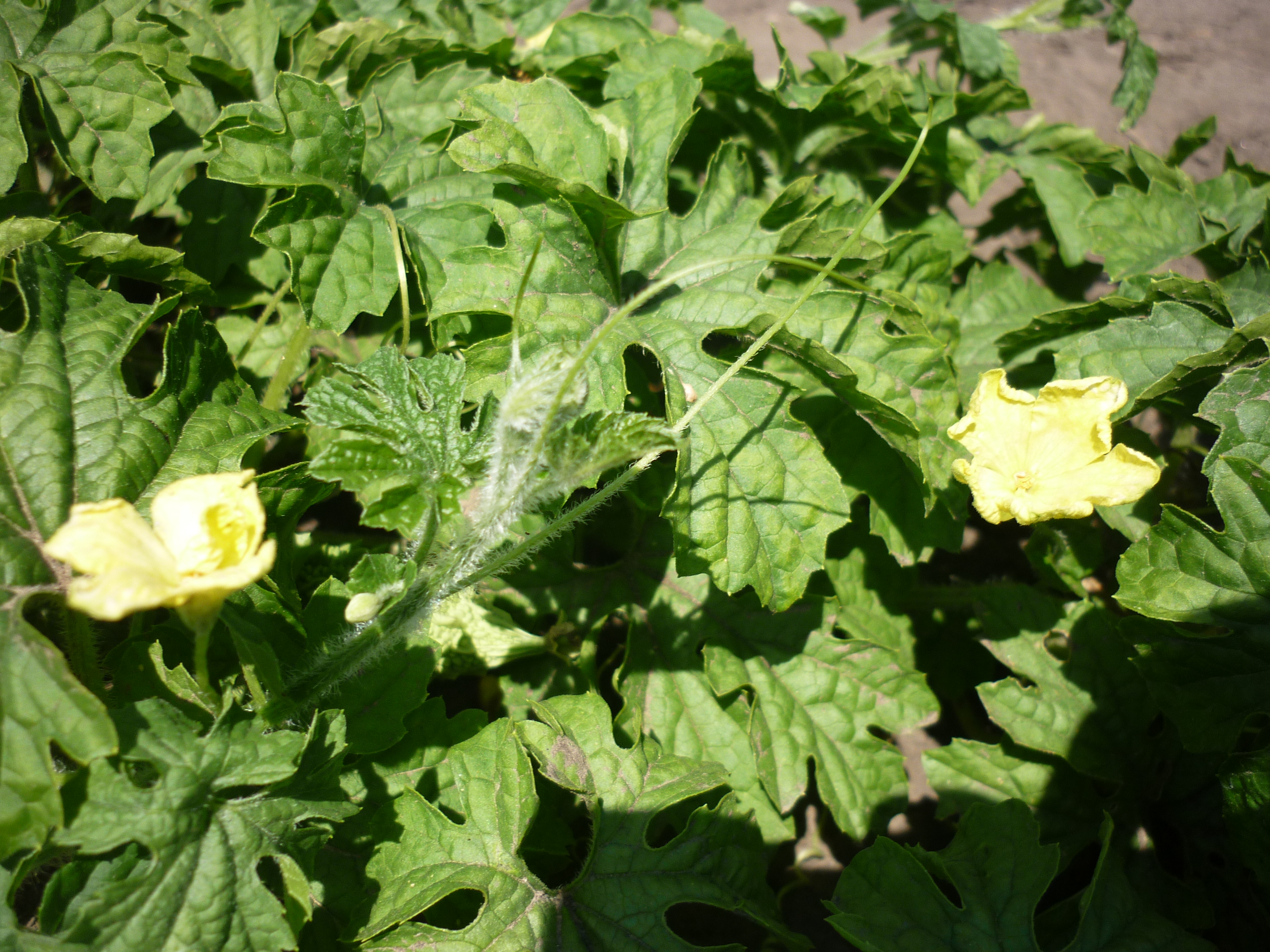
Квітки момордики
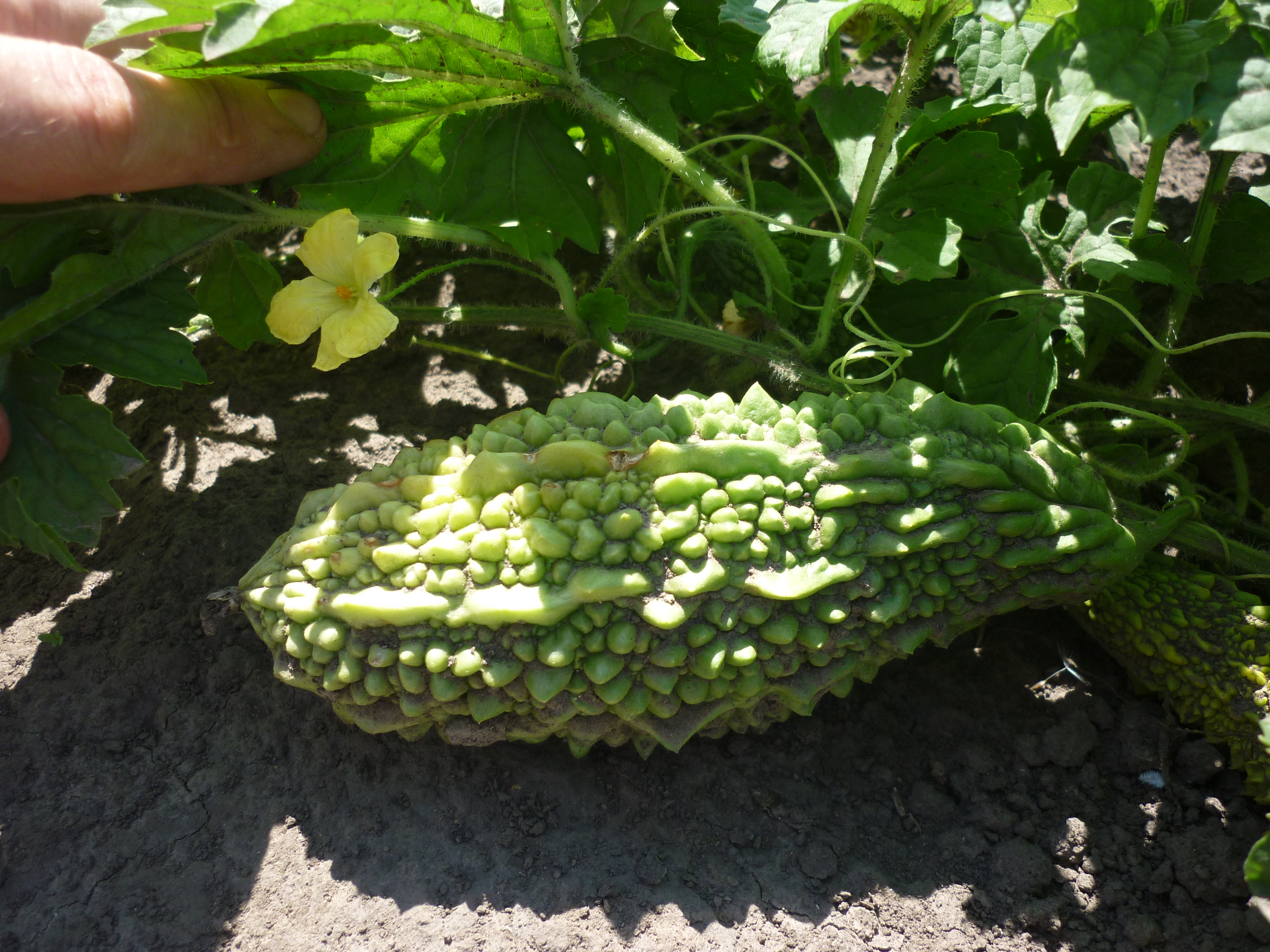
Недостиглий плід
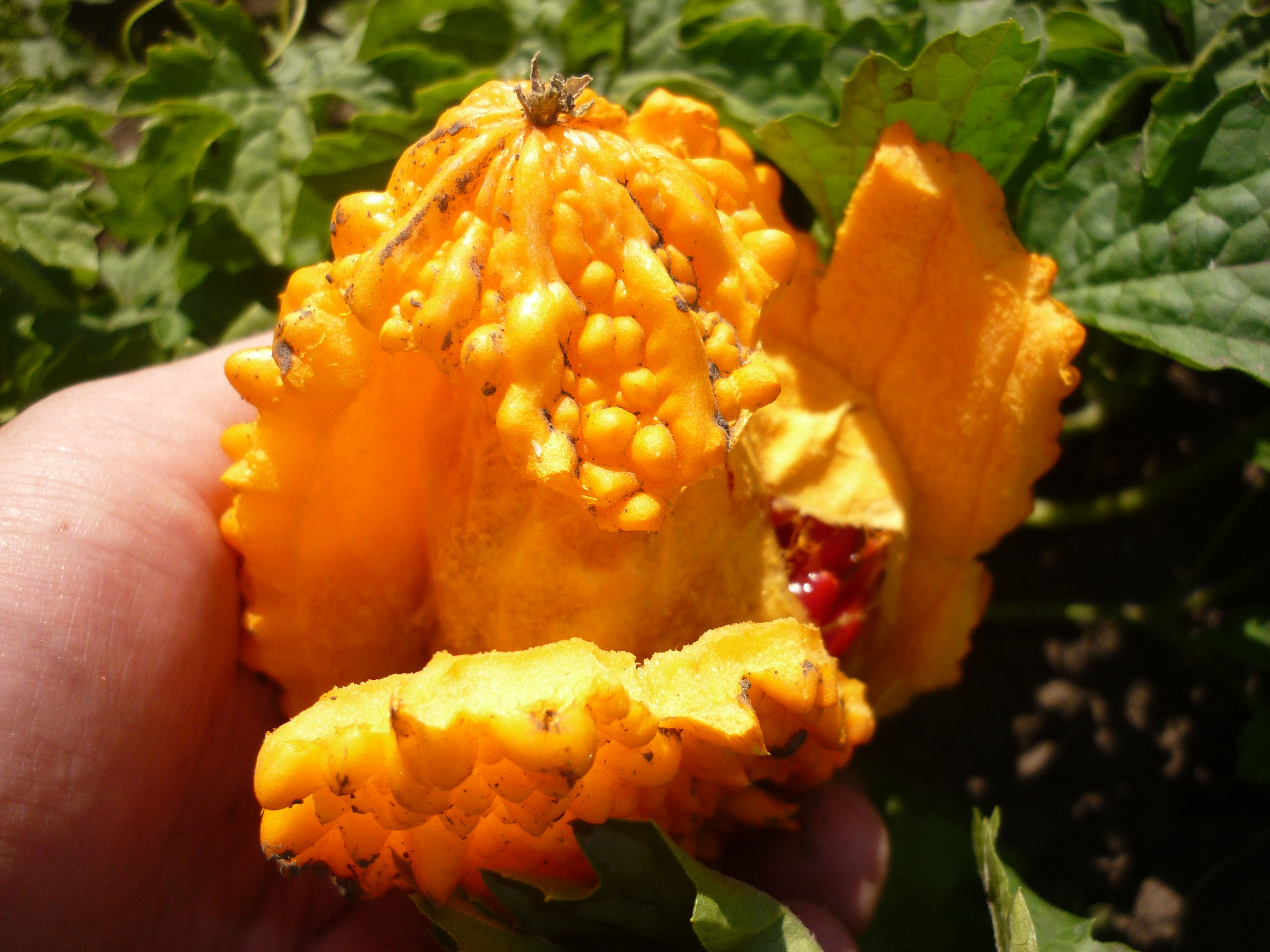
Стиглий плід

У лісостепу і на Поліссі визріває, але для збільшення урожайності необхідно висівати на розсаду у кінці лютого або впродовж березня. Інакше достигне лиш кілька плодів. Прищипування непотрібне. Плоди достигають один за одним, як огірки. Плоди чудово доходять на сонці, якщо зібрані після молочно-воскової спілості. Транспортабельність висока, але жовті або жовтогарячі плоди дуже швидко перезрівають.